# 马来西亚回教法庭

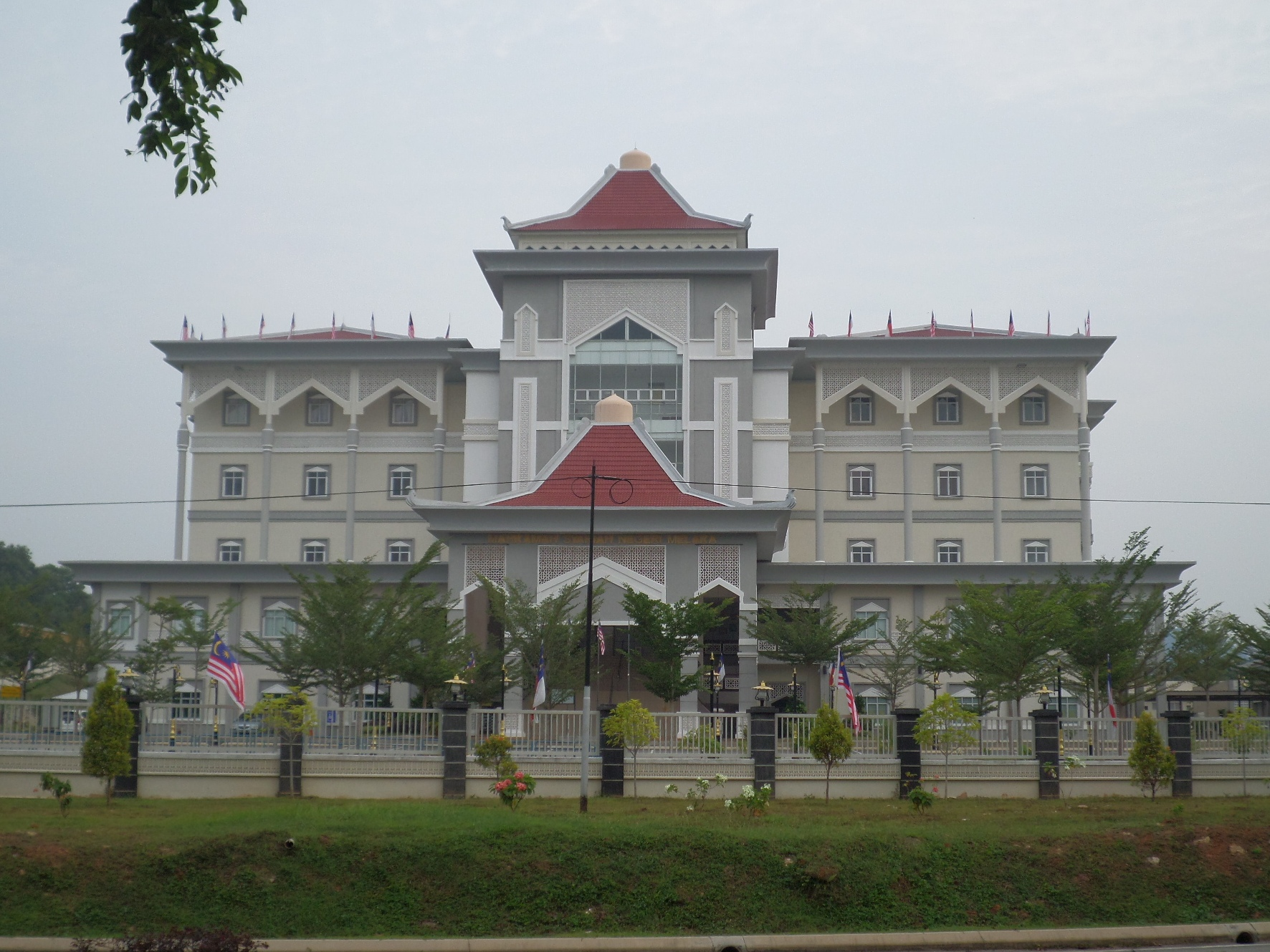
马六甲州回教法庭

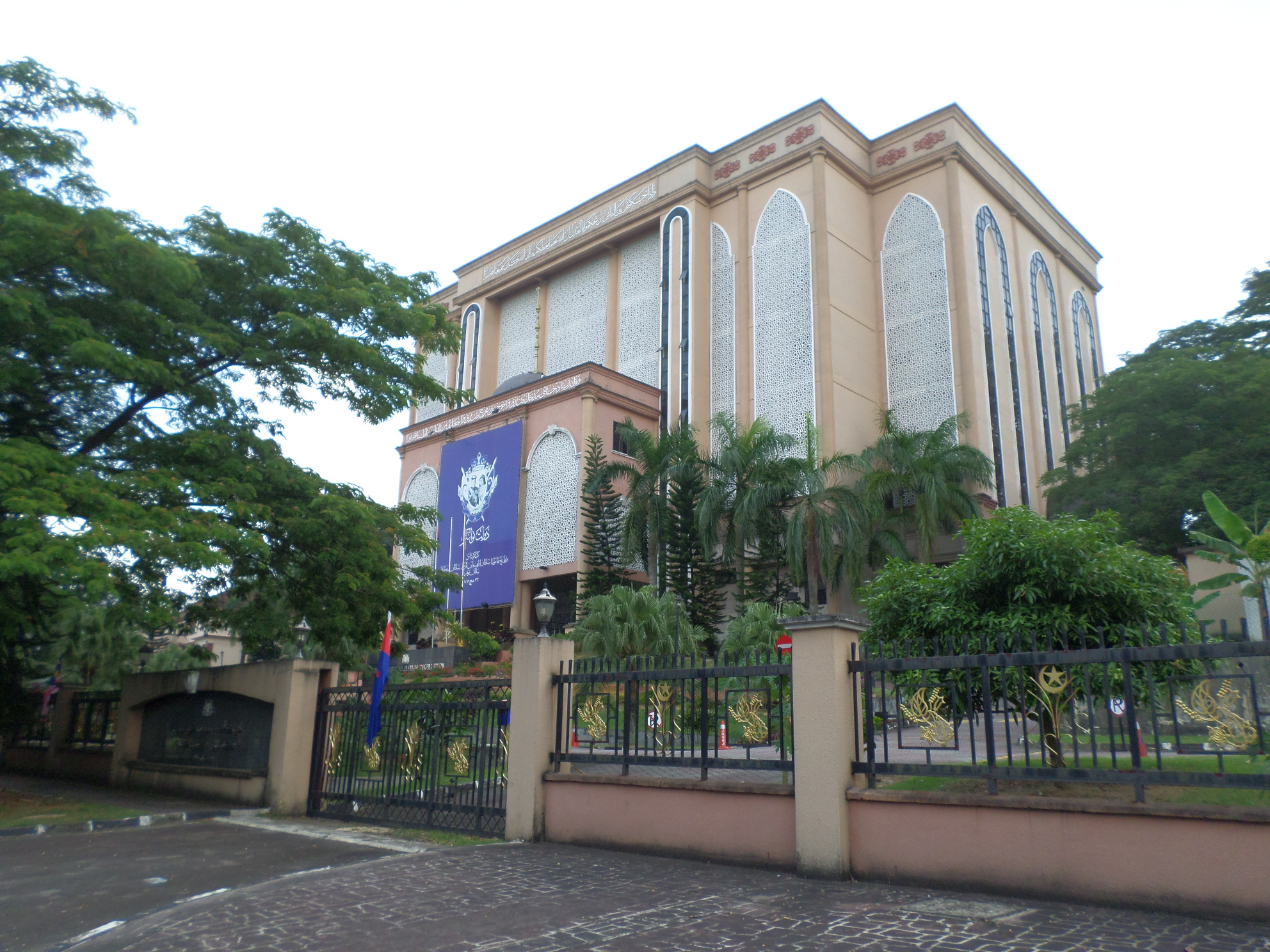
柔佛州回教法庭

回教法庭是指执行伊斯蘭教法的法庭，对马来西亚的每个穆斯林都有管辖权。回教法庭制度是马来西亚法律制度中存在的两个独立的法院制度之一。在家庭法和宗教仪式事宜上只对穆斯林有管辖权，一般只能通过不超过三年监禁的刑罚、最多5,000令吉的罚款以及最多6下的鞭刑。
宪法第一百五十五条规定，马来西亚总检察长对与回教法庭有关的事项没有管辖权。
该法庭由三个等级：上诉法庭、高级法庭和初级法庭。
与马来西亚的属于联邦法院制度的民事法庭不同，回教法庭主要是根据州法制定的。同样，根据宪法第三条规定，伊斯兰教法或伊斯兰法律是除联邦直辖区外州法所考虑的问题。 因此，一个州的回教法可能与另一个州的回教法不同。全国有13个州回教法部门和1个联邦直辖区回教法部门。